# Châtel (Haute-Savoie)
Châtel település Franciaországban, Haute-Savoie megyében. Lakosainak száma 1168 fő (2022. január 1.). Châtel Abondance és La Chapelle-d’Abondance községekkel határos.

## Népesség
A település népességének változása:
| Lakosok száma | 1171 | 1224 | 1287 | 1246 | 1250 | 1246 | 1219 | 1193 | 1168 |
|               | 2013 | 2015 | 2016 | 2017 | 2018 | 2019 | 2020 | 2021 | 2022 |